# Дебрецион, Арон
Арон Дебрецион (англ. Aron Debretsion, род. 19 февраля 1992, Асмэра, Эритрея) — эритрейский шоссейный велогонщик.

## Карьера
В 2014 году летом стал вторым на чемпионате Эритреи в групповой гонке, а осенью принял участие на чемпионате мира в категории U23 и стал третьим на Туре Руанды.
В 2018 году занял третье место на чемпионате Эритреи в индивидуальной гонке
Стартовал на таких гонках как Тур Руанды, Тропикале Амисса Бонго, Тур Алжира, Тур Марокко, Тур Эритреи. 

## Достижения
2012
2-й на Круг Алжира
2014
2-й на Чемпионат Эритреи — групповая гонка
3-й на Тур Руанды
2015
4-й этап на Тур Сетифа
2018
Кубок Африки TTT
2-й на Кубок Африки ITT
3-й на Чемпионат Эритреи — индивидуальная гонка

## Рейтинги
| Год                 | 2012 | 2013 | 2014 | 2015 | 2016   | 2017   | 2018   | 2019  |
| ------------------- | ---- | ---- | ---- | ---- | ------ | ------ | ------ | ----- |
| Мировой рейтинг UCI |      |      |      |      | 1252-й | 2003-й | 2094-й | 805-й |
| Африканский тур UCI | 46-й | 45-й | 22-й | 97-й | 74-й   | 163-й  | 144-й  | 42-й  |
|                     |      |      |      |      |        |        |        |       |
| Источник: UCI       |      |      |      |      |        |        |        |       |